# Berniniho baldachýn
Berniniho baldachýn je název sochařského díla italského barokního umělce Gian Lorenza Berniniho. Pochází z let 1624 – 1633. Je klíčovým prvkem Baziliky svatého Petra ve Vatikánu.

## Vznik díla
Zadavatelem díla byl papež Urban VIII., který chtěl stavbou baldachýnu dodat honosný a nanejvýš důstojný vzhled místu nad hrobem prvního Kristova apoštola sv. Petra. Bernini přijal pověření s velkou radostí.
Přípravné práce spočívaly v kopání základů pro čtyři mramorové podstavce ohromných sloupů. Největším problémem při tvorbě díla se ukázal nedostatek materiálu – bronzu. Proto Urban VIII. nařídil strhnout bronzové obložení antického Panteonu do té doby stojící v téměř původní podobě. Čin se setkal s velkou nevolí Římanů, kteří přirovnávali papeže k barbarům.
Bernini dokončil sloupy v dubnu roku 1626. Každý z nich vážil 28 000 liber (kolem čtrnácti tun) a dosahoval výšky dvacet devět metrů. Zakončení díla nejprve umělec prezentoval jako malý model. V dubnu 1628 byla jeho podoba schválena.
Celkově si tvorba baldachýnu vyžádala devět let (od papežova pověření v roce 1624 po dokončení vrchní části v roce 1633). Na realizaci se podílela Berniniho umělecká dílna: kromě umělcova otce a bratra v ní pracovali jeho žáci jakož i jiní sochaři (mezi nimi např. i François Duquesnoy, autor sochy sv. Ondřeje ve výklenku hlavní lodi baziliky).

## Popis díla
Čtyři mohutné bronzové sloupy spočívají na mramorových podstavcích. Jejich umělecké ztvárnění symbolicky odkazuje na podobné sloupy – Boaz a Jachin – tvořící součást někdejšího jeruzalémského chrámu. Podstavce jsou zdobeny osmi erby Urbana VIII. s „barberiniovskými“ včelami.
Po sloupech, charakteristických svým zakrouceným tvarem, se plazí popínavé rostliny, mezi nimiž se vznášejí drobné lidské postavy. Hlavice sloupů nesou těžkou štukovanou drapérii s třásněmi. Vrcholu baldachýnu dominují čtyři andělé s roztaženými křídly, zdánlivě zvedající celé monumentální dílo do výšky. Dílo zakončuje pozlacená koule s křížem, ve kterém baldachýn dosahuje výšky jedenatřicet metrů.
Původní Berniniho plán počítal s jiným zakončením díla. Ve Vatikánské knihovně se nachází dokument, podle kterého měla být na vrcholu baldachýnu umístěna socha Ježíše, držící v ruce vlající prapor.